# Sensazione
La sensazione, dal punto di vista fisiologico, può essere definita come la modificazione dello stato del nostro sistema neurologico a causa del contatto con l'ambiente tramite gli organi di senso. 
Gli stimoli offerti dall'ambiente vengono catturati dai nostri organi di senso, ognuno dei quali adibito alla ricezione di uno stimolo particolare. 
I canali sensoriali sono: udito, vista, olfatto, gusto, tatto, cinestesia o propriocezione, termoricezione ed equilibrio e sensazione di dolore. 
Ognuno di essi si avvale per la ricezione dei segnali di specifici organi di senso (gli occhi ad esempio ci consentono la visione di ciò che ci circonda).

## Modalità delle sensazioni
Le sensazioni permettono alla nostra mente di conoscere noi stessi e il mondo che ci circonda. Nonostante esse siano sostanzialmente personali e soggettive, e quindi impossibili da misurare scientificamente, è possibile chiedere ai soggetti che le sperimentano di descriverle. Questo primo "esperimento" di tipo qualitativo permette di confrontare le sensazioni di ciascuno e notare che in alcuni casi le sensazioni che vengono provocate in diversi soggetti da cambiamenti specifici nel mondo fisico (ovvero quello che è al di fuori di noi e che percepiamo) sono almeno simili.
Ciò equivale a dire che generalmente ogni variazione del mondo fisico viene percepito da tutti i soggetti in una maniera tale che la descrizione di tale variazione risulta molto simile. Quindi si può presupporre che anche le sensazioni stesse siano almeno compatibili tra di loro. Nonostante questa premessa sembri ovvia, essa ci permette di supporre che vi siano delle relazioni psicofisiche tra alcuni stimoli (variabili fisiche) e alcune sensazioni (variabili psicologiche) che tendono ad essere prevedibili e indipendenti dall'osservatore.
Si immagini ad esempio un possibile esperimento in cui un ricercatore facesse sedere al centro di una stanza buia un certo numero di soggetti, uno alla volta, che non abbiano menomazioni del sistema sensoriale (in questo esempio è fondamentale che non siano cieche), e in un certo istante accendesse una lampadina posta di fronte al soggetto. Se il ricercatore, dopo tale stimolazione, chiedesse ad ogni soggetto di descrivere ciò che ha visto, è molto probabile che tutti i soggetti rispondano di aver visto una luce. Ciò che abbiamo detto finora ci permette di concludere che ogni soggetto ha percepito una luce simile, anche se non possiamo essere certi che la sensazione prodotta sia stata esattamente la stessa.

## Misura delle capacità sensoriali
Uno dei primi studi di psicologia sperimentale fu la determinazione dei limiti delle nostre capacità sensoriali. Ovviamente l'essere umano non riesce a percepire tutto ciò che esiste nel mondo (infatti parlando al cellulare con qualcuno, non vediamo le onde elettromagnetiche che sappiamo essere il reale vettore della nostra comunicazione, ma siamo sicuri che esistono perché altrimenti non sentiremmo la voce dell'altro all'altro capo del telefono). Egli è dotato di cinque organi recettori delle sensazioni (chiamati anche semplicemente sensi). Ognuno di questi permette di percepire solo alcuni eventi fisici (l'esistenza di alcuni tipi di onde elettromagnetiche per la vista, la variazione di pressione dell'aria per l'udito) e solo se si verificano un certo range di ampiezza o di frequenza. Per ogni recettore sensoriale dunque è possibile stabilire i limiti inferiore e quello superiore entro i quali l'evento fisico viene percepito.

### La soglia assoluta
Per soglia assoluta si intende quel particolare livello d'energia che discrimina tra la percezione e la non percezione di un evento fisico: ad un livello di energia più basso della soglia assoluta il soggetto non percepisce nulla, ad un livello pari o più alto il soggetto percepisce lo stimolo. 
| Senso   | Soglia assoluta                                                           |
| ------- | ------------------------------------------------------------------------- |
| Visione | La fiamma di una candela in una notte serena e illune a 45 km di distanza |
| Udito   | Il ticchettio di un orologio a 6 m di distanza in un ambiente quieto      |
| Gusto   | Un cucchiaino di zucchero in 9 l d'acqua                                  |
| Olfatto | Una goccia di profumo nel volume equivalente a sei grandi stanze          |
| Tatto   | L'ala di una mosca che cade sulla guancia dall'altezza di 1 cm            |

Nel tempo sono state due le tecniche sperimentali usate per misurare tale soglia: il metodo degli aggiustamenti e il metodo degli stimoli costanti.
Il metodo degli aggiustamenti consiste nel permettere al soggetto sperimentale di aumentare direttamente e a suo piacimento il livello di energia dello stimolo finché il soggetto stesso lo percepisce. Tuttavia, siccome il soggetto sperimentale prevedibilmente non è perfettamente coerente in caso di ripetizione dell'esperimento, la stima della soglia assoluta attraverso questo metodo non è sufficientemente precisa.
Per questo motivo è stato elaborato anche il metodo degli stimoli costanti. In questo caso è il ricercatore a determinare l'intensità degli stimoli che vengono via via somministrati al soggetto, il quale, per ognuno degli stimoli, deve riferire se lo ha percepito oppure no. Anche in questo caso i valori delle varie prove non sono perfettamente coerenti, quindi si è deciso di stabilire per convenzione come soglia assoluta l'intensità che ha il 50% di probabilità di essere percepita.

### La soglia differenziale
Per soglia differenziale si intende la differenza minima di intensità che uno stimolo deve avere da un altro affinché vengano percepiti come diversi. I metodi sperimentali usati per studiarla sono simili a quella della soglia assoluta e come essa è definita come la differenza fisica che viene percepita il 50% delle volte e prende anche il nome di JND.
Fin dai primi studi fu chiaro che i nostri recettori hanno una JND più bassa alle basse intensità e più alta alle alte intensità. Intuitivamente lo si può notare anche dal fatto che percepiamo facilmente la differenza di intensità tra il rumore di un ufficio un poco affollato e un aspirapolvere (corrispondenti rispettivamente a 60 e 80 dB) piuttosto che di un martello pneumatico a 2 m e la musica in discoteca (corrispondenti rispettivamente a 100 e 120 dB). Nel primo caso notiamo una certa differenza che in termini fisici è di 20 dB, mentre nel secondo caso difficilmente potremo notare una differenza sostanziale (che rimane pur sempre di 20 dB). Allo stesso modo, la differenza di peso tra un bicchiere di carta vuoto e uno contenente una moneta da 2 € è percepita come maggiore di quella tra un bicchiere con 10 monete da 2 € e uno con 11 monete da 2 € (eppure la differenza fisica tra le due situazioni sperimentali è sempre pari al peso di una moneta da 2 €).
Nel 1834 Ernst Weber notò che
{\displaystyle \mathrm {JND} \propto I\iff \mathrm {JND} =k\cdot I}
ovvero che la JND è direttamente proporzionale all'intensità I dello stimolo iniziale; k è una costante di proporzionalità i cui valori variano a seconda del tipo di stimolo. Ad esempio per la pesantezza, k è pari a circa 0,02: quindi la JND per un peso di 50 g è pari a 0,02 volte 50 g, cioè 1 g, mentre per un peso di 500 g la JND risulta uguale a 10 g.
Successivamente Gustav Fechner proseguì il ragionamento partendo da una formula simile a quella di Weber.
{\displaystyle \ dp=k{\frac {dS}{S}}[1]}
dove {\displaystyle \ dS} è la variazione dell'intensità dello stimolo, {\displaystyle \ S} è l'intensità iniziale dello stesso, {\displaystyle \ k} è un parametro dipendente dall'unità di misura dello stimolo e {\displaystyle \ dp} è la variazione della percezione dell'intensita dello stimolo in questione. Il termine {\displaystyle \ dp} non ha lo stesso significato della JND. Infatti, {\displaystyle \ dp} indica solo la differenza percepita tra i due stimoli, non la differenza minima che può essere percepita.
Integrando entrambi i membri della [1] si ottiene che
{\displaystyle \ \int dp=k\int {\frac {dS}{S}}\to p=k\ln {S}+C}
dove {\displaystyle \ C} è la costante di integrazione.
È possibile determinare lo Stato iniziale dello stimolo, ovvero il livello di stimolo tale che la percezione risulta nulla, ponendo {\displaystyle \ p=0} ed ottenendo così:
{\displaystyle \ C=-k\ln {S_{0}}}
da cui risulta l'espressione formale della legge di Weber-Fechner:
Da questa formula si evince che l'intensità percepita è proporzionale al logaritmo del rapporto tra l'intensità dello stimolo {\displaystyle \ S} e quello dello stimolo {\displaystyle \ S_{0}}. In modo intuitivo questa formula significa che l'intensità percepita varia a seconda del rapporto tra gli stimoli e che più il rapporto è grande, meno velocemente la soglia differenziale aumenta.

### La legge di Stevens
Nel 1956, Stanley Smith Stevens cercò di studiare e di quantificare la soglia differenziale attraverso il metodo della stima di grandezza. Ossia, il ricercatore somministrava uno stimolo (ad esempio un suono) e ne comunicava l'intensità al soggetto sperimentale (ad esempio l'intensità era pari a 20). Successivamente il ricercatore somministrava altri stimoli ad intensità diverse e chiedeva al soggetto di stimarne l'intensità per confronto con quella del primo stimolo. Il soggetto quindi rispondeva 10 (seguendo l'esempio qui proposto) se percepiva un'intensità dimezzata rispetto a quella del primo stimolo, mentre rispondeva 40 se percepiva un'intensità doppia. Facendo poi una media delle risposte di molti soggetti alle varie intensità, Stevens formulò una legge (che viene chiamata Legge della potenza di Stevens):
{\displaystyle \ S=k\cdot I^{b}}
dove S è il giudizio sensoriale del soggetto, I l'intensità dello stimolo e k una costante che dipende dall'unità di misura scelta. Al variare di b, si ottengono differenti curve a seconda del tipo di stimolo somministrato. Nel caso in cui b è minore di 1, le relazioni tra intensità e sensazione sono simili a quelle della legge di Weber-Fechner. Ma la legge di Stevens risulta essere più generale rispetto a questa, poiché permette di includere in un'unica legge, gli andamenti Sensazione/Intensità di altri stimoli: se b è uguale a 1, la sensazione è direttamente proporzionale all'intensità, come accade nel caso della lunghezza apparente; se b è maggiore di 1, il giudizio sensoriale del soggetto, al cresce dell'intensità, aumenta sempre più velocemente, come accade per la scossa elettrica (cioè si ha un andamento opposto rispetto a quello postulato dalla legge di Weber-Fechner).
La legge di Weber-Fechner,
sviluppata nella seconda metà dell'800, e detta anche relazione psicofisica fondamentale lega la sensazione soggettiva del soggetto (S) alla grandezza dello stimolo fisico (R) offerto dall'ambiente:
dove K è una costante che dipende dal tipo di stimolo.
Questa è in realtà la relazione tra la sensazione e lo stimolo è complicata dal fatto che non tutti gli stimoli fisici vengono percepiti dall'individuo. 
Uno stimolo deve infatti raggiungere una determinata grandezza per essere percepito da un determinato organo di senso (soglia assoluta) e deve essere abbastanza diverso in intensità per poter essere discriminato da un altro, simile per grandezza (soglia differenziale).
Ad ogni modo, una volta catturato a livello di sensazione, lo stimolo fisico è pronto per essere elaborato a livello cognitivo, attraverso il meccanismo della percezione.